# Zespół zakażenia owodni
Zespół zakażenia owodni – nieswoiste zakażenie jamy owodni przez pałeczki Gram-ujemne, głównie Escherichia coli, Streptococcus faecalis, gronkowce oraz paciorkowce ß-hemolizujące (GBS).

## Występowanie
Dane epidemiologiczne ze Stanów Zjednoczonych wykazują, że zakażenie wewnątrzowodniowe występuje w przypadku 1-5% wszystkich ciąż, natomiast w grupie wysokiego ryzyka ilość ta znacznie wzrasta i wynosi 4-10,5%.

## Drogi zakażenia wewnątrzowodniowego
- infekcja pochwy i szyjki macicy;
- jatrogenna infekcja na skutek inwazyjnych zabiegów diagnostycznych i terapeutycznych np. (amniopunkcja, kordocenteza);
- infekcja krwionośna, przezłożyskowa;
- wsteczna infekcja z jamy otrzewnej przez jajowody;

## Powikłania
- możliwość wystąpienia wstrząsu septycznego
- FIRS
- zgon wewnątrzmaciczny płodu
- RDS (zespół zaburzeń oddychania)
- mózgowe porażenie dziecięce
- zakażenie połogowe

## Objawy kliniczne[2]
- leukocytoza ≥ 15000/μl
- zwiększone stężenie białka C-reaktywnego
- zwiększona temperatura ciała kobiety ciężarnej
- tkliwość macicy
- tachykardia płodu
- cuchnący płyn owodniowy w przypadku przedwczesnego pęknięcia pęcherza płodowego

## Leczenie
Przede wszystkim należy niezwłocznie ukończyć ciążę lub zastosować antybiotykoterapię.